# Константин Коломан
Константин Коломан (1137/1145 — после 1173) — византийский правитель Киликии, севастократор, сын претендента на венгерский престол Бориса Коломановича и родственницы византийских императоров Анны Дукаины, правнук Владимира Мономаха.

## Биография
Его бабка по отцовской линии Евфимия, дочь Владимира Мономаха, была выдана замуж за венгерского короля Кальмана (Коломана) Книжника. Однако тот, будучи старше новой жены более чем на 25 лет, тяжело больной, уличил её в супружеской измене и выслал обратно в Киев. У неё родился сын Борис, которого Кальман не признал. Большую часть жизни Борис пытался заполучить венгерский престол, но это ему не удалось, и он осел в Византии, став полководцем, и погиб в одной из стычек с печенегами. Мать Константина после смерти мужа ушла в монастырь.
Обоих своих детей Борис назвал на венгерский манер: Коломан (Кальман) и Иштван. Однако живя в Византии, те стали называться Константином и Стефаном.
В 1163 году император Мануил Комнин назначил Константина правителем Киликии, провинции, чьи крепости были только что заняты армянским князем Торосом II. С сильным войском Константин двинулся туда, и Торосу пришлось удалиться в горы.
В том же году к Константину за военной помощью обратилась княгиня Антиохии Констанция, чтобы он помог ей сохранить власть над княжеством, которую хотел забрать себе её достигший совершеннолетия сын Боэмунд III. Однако её обращение в Киликию спровоцировало бунт в Антиохии, жители которой изгнали Констанцию, после чего Боэмунд стал князем.
Уже вскоре после этого Константин вместе с Боэмундом и другими крестоносцами выступили против сирийского атабека и амира Дамаска Нур ад-Дина Махмуда, который осадил важную для крестоносцев крепость Крак-де-Шевалье в графстве Триполи. В битве, в которой особенно отличились войска Константина, Нур ад-Дин потерпел поражение и бежал.
Летом 1164 году жаждущий мести Нур ад-Дин осадил крепость Хариму в Антиохии. По призыву Боэмунда крестоносцы, войско армянского князя Тороса, а также Константин выступили против него. Узнав о приближении большой армии, Нур ад-Дин готов был снять осаду, но крестоносцы, вооруженные победой над ним, опрометчиво бросились в бой. Вынудив их распылить силы притворным (а может быть, и не притворным) отступлением, Нур ад-Дин разбил крестоносцев. Только армия Тороса проявила осторожность, а потому сохранилась. Константин, Боэмунд, а также другие лидеры крестоносного войска были взяты в плен и заключены в тюрьму в Алеппо.
Однако Нур ад-Дин был озабочен, чтобы не испортить отношения с Византией, а потому уже в 1166 году освободил в обмен на 150 шёлковых одеяний.
Пока Константин был в плену, Киликией правили сначала Алексей Аксух, а затем Андроник Комнин. Андроник влюбился в сестру Боэмунда Антиохийского Филиппу де Пуатье. Однако такой брак, по византийским понятиям, являлся бы кровосмешением, поскольку сестра Филиппы Мария была женой императора Мануила Комнина, двоюродного брата Андроника. Когда Константин получил свободу, Мануил приказал Андронику покинуть Киликию, а Константину — самому добиться руки Филиппы. Это, однако, ему не удалось. Филиппа отказалась выйти замуж за «человека из бедной семьи, чье имя стало известно только вчера».
В 1170 году в Киликию вторгся армянский князь Млех, который при поддержке Нур ад-Дина захватил там Мопсуестию, Адану и Тарс. С помощью иерусалимского короля Амори и Боэмунда Антиохийского Константин смог вернуть себе эти территории. Однако в 1173 году он был захвачен Млехом и, по всей видимости, умер в армянском плену, поскольку император не стал его выкупать.